# Przejście graniczne Wołosate-Łubnia
Przejście graniczne Wołosate-Łubnia – planowane polsko-ukraińskie piesze przejście graniczne położone w województwie podkarpackim, w powiecie bieszczadzkim, w gminie Lutowiska, na przełęczy Beskid pod Menczyłem, łączące wsie Wołosate w Polsce z Łubnią na Ukrainie.
Czynne było:
- w dniach 1–5 maja 2019 w godzinach 9:00–18:00 czasu polskiego, otwarte dla ruchu pieszego i rowerowego,
- z okazji Dni Dobrosąsiedztwa w dniach 8–10 sierpnia 2019 w godzinach 9:00–18:00 czasu polskiego, otwarte dla ruchu pieszego i rowerowego.